# Коропецька ясенина
«Коропецька ясенина» — ботанічна пам'ятка природи місцевого значення в Україні. Пам'ятка природи розташована на території Монастириського району Тернопільської області, с. Садове, Коропецьке лісництво, кв. 48 в. 1, лісове урочище «Коропець».
Площа — 1,30 га, статус отриманий у 1981 році.